# Krupičkaïta
La krupičkaïta és un mineral de la classe dels fosfats. Rep el nom pel professor Jiří "George" Krupička (Praga, República Txeca, 5 de maig de 1913; Edmonton, Canadà, 24 d'abril de 2014), professor de geologia a la Universitat d’Alberta, a Edmonton.

## Característiques
La krupičkaïta és un arsenat de fórmula química Cu₆[AsO₃(OH)]₆(H₂O)₆·2H₂O. Va ser aprovada com a espècie vàlida per l'Associació Mineralògica Internacional l'any 2020, sent publicada per primera vegada el 2021. Cristal·litza en el sistema monoclínic. Es troba relacionada estructuralment i químicament amb la geminita, sent semblant també amb la pushcharovskita i la yvonita.
L'exemplar que va servir per a determinar l'espècie, el que es coneix com a material tipus, es troba conservat a les col·leccions del departament de mineralogia i petrologia del Museu Nacional de Praga, a la República Txeca, amb el número de catàleg: p1p 18/2020.

## Formació i jaciments
Va ser descoberta al filó Geister de la mina Rovnost, situada a Jáchymov, dins el Districte de Karlovy Vary (Regió de Karlovy Vary, República Txeca), on es troba normalment associada a lindackerita. Es tracta de l'únic indret de tot el planeta on ha estat descrita aquesta espècie mineral.